# Copa Gran Premio de Honor Argentino
Die Copa Gran Premio de Honor Argentino, auch Copa Premio Honor Argentino war ein Fußball-Wettbewerb.
Der Pokal wurde zwischen den Nationalmannschaften Argentiniens und Uruguays ausgespielt. Zur Ermittlung des Siegers fand eine Partie zwischen den beiden Nationalmannschaften statt. Sofern diese Unentschieden endete, wurde eine zweite Begegnung angesetzt. Alle Partien wurden in Buenos Aires ausgetragen. Der Wettbewerb wurde erstmals 1908 veranstaltet. Insgesamt gab es bis 1920 zehn Auflagen dieser Pokalausspielung. Siebenmal gewann Argentinien, dreimal sicherte sich Uruguay den Titel.

## Siegerliste
| Jahr | Sieger      |
| ---- | ----------- |
| 1908 | Uruguay     |
| 1909 | Argentinien |
| 1910 | Uruguay     |
| 1911 | Argentinien |
| 1912 | Uruguay     |
| 1913 | Argentinien |
| 1914 | Argentinien |
| 1918 | Argentinien |
| 1919 | Argentinien |
| 1920 | Argentinien |